# Muzej tenkova Kubinka
Muzej tenkova Kubinka (rus. Бронетанковый музей в Кубинке) je muzej oklopnih borbenih vozila i vojne opreme u Kubinki, blizu Moskve. U svojoj zbirci sadrži mnogo poznatih tenkova iz razdoblja Prvog svjetskog rata, Drugog svjetskog rata i hladnog rata. Muzej posjeduje i mnogo jedinstvenih vozila kao Panzerkampfwagen VIII Maus (njemačku super teški tenk), Trojanov super teški tenk i Karl-Gerät uz još neke prototipove iz Sovjetskog Saveza i Nacističke Njemačke. Muzej je nastao iz kolekcije vojne baze koja je testirala oklop vozila, koja i danas postoji. Većina zapadnih tenkova iz doba hladnog rata su ratni trofeji skupljeni na Bliskom Istoku, Africi, Vijetnamu i Južnoj Americi koji su dopremljeni na testiranja njihovih slabih točaka u vojnu bazu Kubinka.
Muzej je strogo čuvan, pokriven je video nadzorom i zabranjeni su profesionalni fotoaparati. Posjeti muzeju su mogući jedino uz najavu i uz pratnju vodiča.

## Galerija
- ISU-152
- Objekt 279
- Karl-Gerät
- T-35
- Objekt 704
- Ferdinand
- Mark V
- Objekt 432 (T-64)
- T-34 model 1941

### Zajednički poslužitelj
|  | Zajednički poslužitelj ima stranicu o temi Tank Museum, Kubinka    |
|  | Zajednički poslužitelj ima još gradiva o temi Tank Museum, Kubinka |

## Vanjske poveznice
- (rus.)(en) Internet stranica muzeja